# Åsen (Noorwegen)
Åsen is een plaats in de Noorse gemeente Levanger, provincie Trøndelag. Åsen telt 627 inwoners (2018) en heeft een oppervlakte van 0,5 km².